# Eduard Zellweger

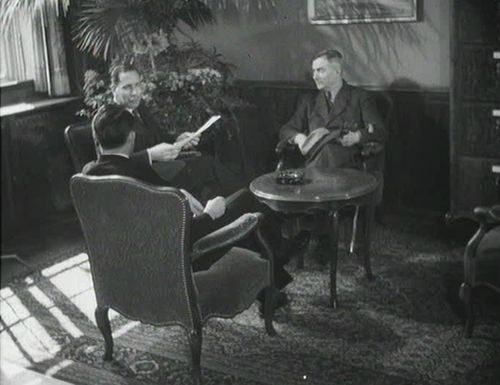
V. l. n. r. Max Petitpierre, Eduard Zellweger und Hermann Flückiger (5. April 1946)

Eduard Zellweger (* 29. Dezember 1901 in Luino; † 8. Juli 1975 in Zürich, reformiert, heimatberechtigt in Zürich und Trogen) war ein Schweizer Jurist, Rechtsanwalt, Politiker (SP) und Diplomat.

## Leben
Eduard Zellweger wurde am 29. Dezember 1901 in Luino als Sohn des Grenzwachtchefs Leopold Zellweger geboren. Zellweger, der seine Kindheit in Lugano und Chur verbrachte, besuchte zunächst Gymnasien in Chur und Bern, bevor er 1920 ein Studium der Rechte an den Universitäten Genf und Bern aufnahm, das er 1924 mit dem Erwerb des akademischen Grades eines Dr. iur. abschloss.
In der Folge absolvierte er seine erste berufliche Station bis 1929 als Leiter des Auslandschweizer-Sekretariats der Neuen Helvetischen Gesellschaft. Danach war er von 1930 bis 1945, 1950 bis 1955 sowie ab 1963 als Anwalt in Zürich tätig. Dazu war er von 1940 bis 1945 als Kassationsrichter, daran anschliessend bis 1949 als Gesandter in Jugoslawien, von 1956 bis 1959 als verfassungsrechtlicher Berater der königlichen Regierung von Libyen, von 1960 bis 1961 als persönlicher Vertreter des UNO-Generalsekretärs in Laos sowie von 1962 bis 1963 als juristischer Berater in Kenia eingesetzt. Ausserdem lehrte er in den Jahren 1950 bis 1962 als Privatdozent für Völkerrecht an der Universität Zürich. Überdies fungierte er 1933 als Mitbegründer und aussenpolitischer Redaktor der Nation sowie von 1967 bis 1972 als Präsident der Neuen Schauspielhaus AG.
Eduard Zellweger zählte zu den Mitbegründern der Jungliberalen Bewegung, aus der er 1935 ausgeschlossen wurde. 1939 trat er in die Sozialdemokratische Partei ein, die er von 1943 bis 1945 und 1955 bis 1956 im Nationalrat sowie von 1963 bis 1967 im Ständerat vertrat.
Eduard Zellweger heiratete im Jahr 1945 Margrit Lustenberger, Tochter von Johann Joseph Lustenberger, Zeichner bei den SBB. Er verstarb am 8. Juli 1975 73-jährig in Zürich.

## Wirken
Eduard Zellweger trat als entschiedener Gegner der Fronten sowie des Nationalsozialismus auf. Er unterstützte die Kriseninitiative und die Richtlinienbewegung und verteidigte in politischen Prozessen Opfer des NS-Regimes und der Frontisten, so den entführten Journalisten Berthold Jacob, wie auch Schweizer Kommunisten. Zellweger war einer der beiden ersten sozialdemokratischen Gesandten. In Belgrad stellte er 1946 die seit 1923 unterbrochenen diplomatischen Beziehungen der Schweiz zur Sowjetunion wieder her. In der Politik engagierte er sich besonders in aussenpolitischen Fragen. Zellweger galt als Spezialist für Völker- und Presserecht sowie Verfassungsrecht der Länder Osteuropas.

## Werke (Auswahl)
- Eduard Zellweger: Das Recht der Schweiz auf Wiedergutmachung der Kriegsschäden: Gutachten dem Komitee für die Wiedergutmachung schweizerischer Kriegsschäden. Bern 1929.
- Eduard Zellweger: Kriegslasten und Kriegsschäden: Bemerkungen zu den von den Herren Bundesrichtern Merz und Fazy erstellten Gutachten über die Wiedergutmachung schweizerischer Kriegsschäden. Ferrari, Zürich 1932.
- Eduard Zellweger: Die völkerrechtliche Verantwortlichkeit des Staates für die Presse: Unter besonderer Berücksichtigung der schweizerischen Praxis. 1949